# Sán Chải
Sán Chải là xã thuộc huyện Si Ma Cai, tỉnh Lào Cai, Việt Nam.

## Địa giới hành chính
Xã Sán Chải nằm ở phía đông bắc của huyện Si Ma Cai, có vị trí địa lý:
- Phía đông giápː xã Pà Vầy Sủ huyện Xín Mần tỉnh Hà Giang (ranh giới tự nhiên là sông Chảy), và xã Lùng Thẩn
- Phía tây giáp xã Quan Hồ Thẩn và thị trấn Si Ma Cai
- Phía nam giáp các xã Cán Cấu và Quan Hồ Thẩn
- Phía bắc giáp thị trấn Si Ma Cai và các trấn Tiểu Bá Tử (小坝子, ở đông bắc), Kim Xưởng (金厂, ở góc đông đông bắc)[4] huyện Mã Quan châu Văn Sơn tỉnh Vân Nam Trung Quốc (đường biên giới với Trung Quốc dài 2,75 km[2] trên ranh giới tự nhiên là sông Chảy).

## Lịch sử hành chính
Xã Sán Chải thuộc huyện Bắc Hà, tỉnh Hoàng Liên Sơn được thành lập năm 1981 trên cơ sở sáp nhập xã Hồ Mù Chải và xã Sín Hồ Sán.
Năm 1991, tỉnh Hoàng Liên Sơn chia tách thành 2 tỉnh là Yên Bái và Lào Cai, xã Sán Chải thuộc huyện Bắc Hà, tỉnh Lào Cai.
Năm 2000, xã Sán Chải thuộc huyện Si Ma Cai mới tái lập.